# M/Y Carin II
M/Y Carin II, under perioder HMS Royal Albert, Prince Charles och Theresia, är en motoryacht byggd 1937.
Carin II byggdes 1936–1937 av Werft Hans Heidtmann i Hamburg och lämnades som en gåva av mutkaraktär av den tyska bilindustrins intresseorganisation (Reichsverband der Automobilindustrie) till Hermann Göring i juni 1937 som en försenad bröllopspresent två år efter dennes bröllop med sin andra fru Emmy Göring. Båten var byggd med dubbla skrov i ek respektive burmesisk teak. Den döptes efter Hermann Görings första, svenskfödda, fru Carin. Yachten användes som lustbåt och också i någon mån som en parti-/statsrepresentationsbåt under tiden fram till andra världskrigets utbrott. 

## Fartyget under Hermann Görings ägarskap
Båten låg före andra världskriget i hamn vid floden Havel nära en Luftwaffebas nära Gatow i västra Berlin. Den användes för resor på kanaler och floder i Tyskland, och också på vissa havsresor i Nordsjön och i danska farvatten i Östersjön, även om den var begränsat sjövärdig från blåst med kulingstyrka på öppet hav. Bland annat användes den regelbundet för turer till Emmy Görings fritidshus på Sylt i Nordsjön. I juli 1938 var den, tillsammans med tyska örlogsfartyg, på ett propagandamässigt besök i Helsingör, där en tysk teatertrupp från Deutsche Schauspielhaus i Berlin framförde Hamlet på tyska på Kronborgs slott med Gustaf Gründgens i rollen som Hamlet och Marianne Hoppe som Ofelia. Adolf Hitler var närvarande på Carin II på inspektion av en större tysk flottmanöver i Östersjön utanför Schleswigs kust i augusti Östersjön 1938. 
Besättningen på fyra man på Görings tid som ägare hämtades från Luftwaffe. Under andra världskriget användes fartyget mera sparsamt. Det låg då, åtminstone mot slutet av kriget, i marinan Waltershof-Finkenwerder i Hamburg.
Carin II var en påkostad yacht, byggd i exklusiva träslag. Ytterskrovet var i burmesisk teak, liksom styrhytten. Salongen dominerades av kaukasisk valnöt.

## Fartyget inom brittiska flottan
Fartyget lär ha upptäckts av Bernard Montgomery vid de allierades framryckning i västra Tyskland våren 1945. Det beslagtogs av den brittiska krigsmakten, oklart exakt när, men i alla fall senast i augusti 1945. Mot slutet av 1945 överfördes den formellt till den brittiska flottan och döptes om till HMS Royal Albert. Den fortfor att ha en i huvudsak tysk besättning och användes för olika ändamål med bas i Hamburg eller Wilhelmshaven, bland annat under någon tid för övervakning av fisket i närheten av Sylt. År 1950 togs den i tjänst som representationsfartyg inom brittiska flottans Rhenflottilj i den av britterna ockuperade zonen i Tyskland med hemmahamn i Krefeld-Uerdingen vid Rhen. Den döptes 1952 om till Prince Charles och disponerades också av brittiska kungahuset som lustyacht på Rhen och Neckar.

## Fartyget under privata tyska ägare
Brittiska staten tvingades återlämna fartyget 1960 till Hermann Görings änka Emmy, som sedan 1957 hävdat sina äganderättsanspråk på grundval av att Carin II varit Hermann Görings privategendom och inte ett statsfartyg. Efter återlämnandet sålde hon fartyget i oktober 1960 till en tryckeriföretagare i Bonn för 33 000 Deutsche Mark. Denne döpte om yachten till Theresia och använde den som fritidsbåt på Rhen. År januari 1973 köptes den för 160 000 Deutsche Mark av journalisten Gerd Heidemann (född 1931), vilken återställde båten till ursprungligt skick, bland annat efter inköp av diverse tidigare utrustningsdetaljer och andra souvenirer från nazitiden. Han återgav också fartyget dess ursprungliga namn. Båten användes begränsat för segling från sin hemmahamn i Billwerder Bucht i stadsdelen Rothenburgsort i Hamburg-Mitte, men blev känd för Heidemanns flotta umgänge ombord på den med tidigare nazistpampar och också med sin dåvarande sambo, Hermann och Emmy Görings dotter Edda Göring (född 1938). När Gerd Heidemann hamnade i ekonomiska svårigheter 1985, efter att ha dömts för sin medverkan i bluffen med Hitlers dagböcker, togs fartyget i augusti 1985 i beslag av Deutsche Bank och utbjöds för försäljning. Köpintresset i Tyskland för vad som ansågs vara en skandalomsusad båt var litet och den såldes i december 1985 på exekutiv auktion till den egyptiske turistindustriföretagaren Mustafa Kemal för 270 000 Deutsche Mark.

## Fartyget under familjen Karims ägarskap
Fartyget seglade till från Spanien med Egypten som destination i februari 1987, men var på vägen tvungen att under en storm på Medelhavet söka nödhamn i Bengazi i Libyen. Där internerades Mustafa Karims hustru, amerikanskan Sandra Jean Simpson, i tre månader och Mustafa Karim själv till i november samma år, innan fartyget släpptes för att segla vidare till sin nya hemmahamn El Gouna vid Rödahavskusten. Där hade Karim påbörjat en exploatering av turistanläggning med Carin II tänkt som bas för dykning men på grund av interneringen i Libyen samt en tvist med Karims bröder kom fartyget aldrig till kommersiell användning för turism. Mustafa Karim dog 1993, varefter följde en tioårig tvist om ägandeskapet innan Simpson kunde ta över som båtägare. Under denna tid, förföll Carin II, som låg för ankar i El Gouna.
Simpson utbjöd från 2003 Carin II för försäljning genom en tysk fartygsmäklare, men fick dåligt gensvar för det pris hon begärt. Fartyget har under denna tid rapporterats fortfara att ligga för ankar utanför El Gouna. Det uppges dock att fartyget till slut, 2009, köpts av en köpare från Hamburg, och att hon från 2012 genomgår restaurering i El Gouna.